# Троянське письмо

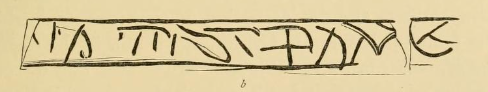
Зображення надпису, що був знайдений на теракотовій вазі в королівському палаці.

Троянське письмо — знаки невстановленого походження на посуді з Трої, виявлені експедицією Генріха Шлімана. На думку російського лінгвіста та історика античності Миколи Миколайовича Казанського, знаки мають схожість із критським письмом, на думку ж історика Криту Аркадія Анатолійовича Молчанова — це не більше ніж наслідування письма.
Напис № 2444, якщо підставити значення знаків лінійного письма А, читається: ku?-To-a-ro-ka-ro-ju ??-?- ro-tu. Знаки напису № 2445, імовірно, частково пошкоджені. В них впізнаються фрагменти знаків лінійного письма А, але не цілісні знаки.
М. М. Казанський датував знаки другою половиною 3 тисячоліття до н. е., виходячи з того, в якому шарі вони були виявлені. Це припущення, однак, не сумісне із даними про історію критського письма. Зазначені лінійні форми не могли з'явитися раніше середини 2 тисячоліття до н. е. Помилку у датуванні є можливим пояснити неакуратністю розкопок, які вів Генріх Шліман (причому, були пошкоджені або змішані цілі шари).